# Brotar Thorgillsson
Brotar Thorgillsson (m. 1160), (irlandés: Brótar mac Torcaills) fue un caudillo vikingo y monarca del reino de Dublín. Hijo del rey Thorkell, según diferentes fuentes de los anales irlandeses murió en batalla contra Maelcron mac Gilla Sechnaill, rey de Brega. Según los anales, presuntamente estuvo implicado con sus hermanos en la muerte del caudillo de las Hébridas, Óttar, cuyo linaje gobernaba el reino de Dublín y competía por el control del reino con los herederos de Thorkell.